# Prosek

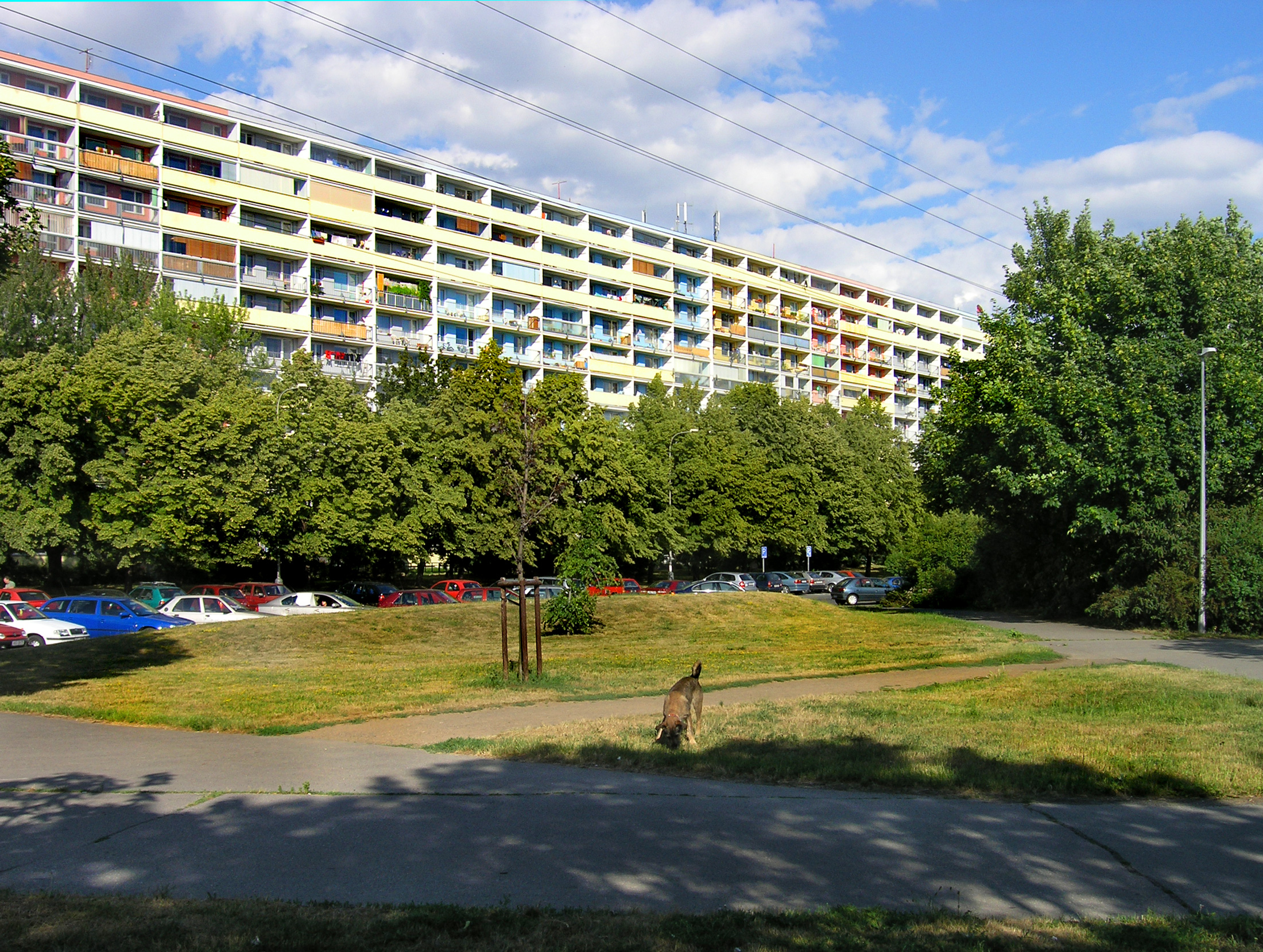
Flatgebouw in Prosek

Prosek is een wijk in de Tsjechische hoofdstad Praag. Het oorspronkelijke dorp hoort sinds het jaar 1922 bij de gemeente Praag. Tegenwoordig is de wijk onderdeel van het gemeentelijke district Praag 9. Prosek heeft 15.361 inwoners (2006). Met een bevolkingsdichtheid van 9.089 inwoners per vierkante kilometer is het een van de meest dichtbevolkte wijken van de stad.
Aan de westkant van Prosek ligt het beginpunt van de autosnelweg D8. De snelweg loopt via Ústí nad Labem naar Dresden. Sinds 2008 biedt het metrostation Prosek een verbinding met andere delen van de stad.